# Westbury-sub-Mendip
Westbury-sub-Mendip – wieś w Anglii, w hrabstwie Somerset, w dystrykcie (unitary authority) Somerset. Leży 26 km na południe od miasta Bristol i 183 km na zachód od Londynu. W 2001 miejscowość liczyła 806 mieszkańców.